# Cyprinodon latifasciatus
Cyprinodon latifasciatus foi uma espécie de peixe da família Cyprinodontidae.
Foi endémica da México.